# Комсомольск (телерадиокомпания)
ГТРК "Комсомольск" — бывшая государственная телерадиокомпания, вещающая на город Комсомольск-на-Амуре.

## История
Своё летоисчисление Комсомольская студия телевидения ведет с 9 декабря 1960 года, хотя первый любительский телецентр был оборудован ещё в 1956 году.
Студия явилась территориальным отделением ГТРК "Дальневосточная".
Прекратил своё вещание 3 декабря 2018 года.

## Программы
- Будни
- ПлюсМинус
- Мы-авиастроители
- По следам первопроходцев
- Амурские звёздочки

## Телеканалы
- Россия-1
- Россия-24 (Ранее: НТВ)